# Mads Barner-Christensen
 Der er flere personer med dette navn, se Mads Christensen.
Mads Barner-Christensen, ofte kendt som Mads Christensen (født 11. januar 1965 i Svendborg) er en dansk forfatter, youtuber, foredragsholder og tv-kommentator.
Mads Barner-Christensen er forfatter af blandt andet livsstilsbøger, hvor Den Store Blærerøv (1998) var hans første udgivelse gjorde ham landskendt. Han er tidligere officer ved den kongelige livgarde, og han har været ansat som moderedaktør på magasinet Euroman.
Derudover har Barner-Christensen i flere år deltaget som gæst i radioprogrammet Mads og Monopolet på DR P4.
I dag laver han film til youtube. Kanalen hedder formula TV.

## Privat
Christensen var fra 2000 til 2020 gift med Camilla Barner-Christensen.
Barner-Christensen er bilentusiast og er desuden glad for vandsport og både sejler og kitesurfer.[kilde mangler]